# Denis Myšák
Denis Myšák (Bojnice, 30 novembre 1995) è un canoista slovacco, vincitore della medaglia d'argento nel K4 1000 m ai Giochi olimpici di Rio de Janeiro 2016 e della medaglia di bronzo nel K4 500 m ai Giochi olimpici di Tokyo 2020.

## Palmarès
- Olimpiadi

Rio de Janeiro 2016: argento nel K4 1000 m.
Tokyo 2020: bronzo nel K4 500 m.
- Mondiali

Milano 2015: oro nel K4 1000 m.
Seghedino 2019: bronzo nel K4 1000 m.
- Europei

Mosca 2016: oro nel K4 1000m e argento nel K4 500 m.
Plovdiv 2017: argento nel K4 500m e bronzo nel K4 1000 m.